# Akteon
Akteon (grč. Ἀκταίων, Aktaíôn) u grčkoj mitologiji je tebanski junak, Aristejov i Autonejin sin, Hironov učenik i Artemidina žrtva.

## Mitologija

### Akteon i Artemida
Prema Kalimahu, Artemida se kupala u šumi, a Akteon je loveći nabasao na nju i vidio je golu. Zaustavio se i buljio, očaran njezinom ljepotom. Kad ga je Artemida ugledala, kaznila ga je uzevši mu govor - ako bi pokušao govoriti, bio bi pretvoren u jelena. Kad je začuo svoje lovačke drugove, zapomogao je te je istog trenutka preobražen, a njegovi su psi navalili na nj te ga razderali na komade.
U ranijim inačicama mita, Akteon je bio dio Artemidine pratnje, a ne stranac, a u kasnijim proširivanjima, psi su bili uznemireni zbog gospodareve smrti te je Hiron napravio skulpturu koja je izgledala tako živo da su psi povjerovali da je to Akteon.
Prema Apolodoru, Akteon je bio Zeusov rival u natjecanju za Semelinu ruku, što je uvrijedilo Artemidu. Prema Euripidu hvalio se da je bolji lovac od Artemide u šumi, na svetom izvoru blizu Plateje, a to ju je razbjesnilo
Prema Ovidiju, Akteon je slučajno na gori Kiteron vidio Artemidu dok se kupala. Pretvorila ga je u jelena i gonila sa svojih pedeset lovačkih pasa. Ova se inačica pojavljuje i u Kalimahovoj Petoj himni kao paralela mitu o Tiresiji kojeg je oslijepila Atena jer ju je vidio dok se kupala.
Prema Diodoru Sicilskom, Akteon je želio oženiti se Artemidom.
Prema drugim autorima, psi su bili Artemidini, a gdjegdje im se navode i imena te lutanja nakon Akteonove smrti.
Ostali su izvori, uključujući fragmente heziodskog Kataloga žena i četiriju atičkih tragedija, zajedno s Eshilovim Toksotidama, izgubljeni.

### Rekonstrukcija mita
Lamar Ronald Lacy prema očuvanim izvorima i fragmentima rekonstruirao je drevni akteonski mit koji su grčki pjesnici naslijedili, mijenjali, smanjivali i proširivali. Drevni je Akteon žudio za Semelom, klasični se Akteon hvalio svojim lovačkim umijećem, a helenistički je Akteon ugledao Artemidu kako se kupa. Na izvoru posvećenom Artemidi u Plateji, lovac Akteon, dio Artemidine pratnje, vidio ju je kako se kupa gola na izvoru te ju je poželio za družbenicu, a potom je kažnjen, da se pokaže ritualno prisilno pokoravanje Artemidi.

## Vanjske poveznice
- Akteon u grčkoj mitologiji (engl.)
- Akteonova smrt u klasičnoj literaturi i umjetnosti (engl.)